# Publius Ducenius Verres (Konsul 124)
Publius Ducenius Verres war ein im 2. Jahrhundert n. Chr. lebender römischer Politiker.
Durch ein Militärdiplom ist belegt, dass Verres zusammen mit Aulus Larcius Macedo Suffektkonsul war. Die beiden Konsuln sind in dieser Funktion auch durch die Arvalakten nachgewiesen. Die gemeinsame Amtszeit lässt sich mit hoher Wahrscheinlichkeit in das Jahr 124 datieren; vermutlich waren die beiden in diesem Jahr von April bis Juni oder von Mai bis Juni im Amt.
Sein gleichnamiger Vater, Publius Ducenius Verres, war Suffektkonsul im Jahr 95.